# بارو پرتو
بارو پرتو (به پرتغالی: Barro Preto) یک منطقهٔ مسکونی در برزیل است که در باهیا واقع شده‌است. بارو پرتو ۵٬۴۴۸ نفر جمعیت دارد.